# Emílio Fragoso
Emílio Manuel Fragoso (Portalegre, 1859 — 1930), foi um farmacêutico português.

## Biografia
Fez a sua licenciatura em farmácia na Escola Médica de Lisboa em 1881.
Foi o primeiro presidente do Sindicato Nacional dos Farmacêuticos e foi sócio ordinário da Sociedade de Geografia de Lisboa.
Juntamente com Gomes de Mattos (farmacêutico), foi diretor da revista Gazeta de Pharmacia. Colaborou em jornais como Correio da Noite, Nação Portuguesa, A Voz, e Portugal.

## Obras
- O ensino e exercicio de pharmacia em Portugal e outras nações[4]